# Gennobaud (IVe siècle)
Pour l’article homonyme, voir Gennobaud.
Gennobaud (ou Génobaud) est un roi Franc à la fin du IVe siècle. Il est le successeur de Mallobaud.

## Histoire
Il fait de nombreuses incursions dans la province romaine de Germanie et notamment à Cologne dans les années 380-390. Son absence des sources historiques après 388 font penser qu'il est mort peu après cette date.

## Source
- L'histoire de Sulpice Alexandre. L'épisode se déroule entre 384 et 388 pendant l'imperium de Maxime :

« [...]  En ce temps les francs qui avaient pour ducs Génobaud, Marcomir et Sunnon firent irruption dans la Germanie et lorsqu'ils eurent envahi la frontière, bien des mortels furent massacrés ; ils dévastèrent les pays les plus fertiles et jetèrent aussi la panique à Cologne. Quand la nouvelle parvient à Trèves, Nannin et Quentin, maître de la milice, à qui Maxime avait confié son fils encore enfant et la défense des Gaules, levèrent une armée et se rassemblèrent à Cologne. Mais les ennemis qui étaient chargés de butin, après avoir pillé les richesses des provinces, traversèrent le Rhin, tout en laissant sur le sol romain un grand nombre des leurs prêts à reprendre le pillage. Il fut aisé aux Romains de se mesurer avec eux et beaucoup de francs furent massacrés dans la Charbonnière.  »